# فلسفة العلوم
فلسفة العلوم هي فرع الفلسفة الذي يهتم بأسس العلم وأساليبه وتداعياته. تتعلق الأسئلة الجوهرية لهذا الفرع بما يوصف على أنه علم، وموثوقية النظريات العلمية، بالإضافة إلى الغرض النهائي للعلم. يتداخل هذا التخصص مع ما وراء الطبيعة (الميتافيزيقيا) علم الوجود (الأنطولوجيا) ونظرية المعرفة (الإبستمولوجيا)، على سبيل المثال: عند استكشاف العلاقة بين العلم والحقيقة. تركز فلسفة العلوم على الجوانب الميتافيزيقية والمعرفية والدلالية للعلم. غالبًا ما تُعد القضايا الأخلاقية كأخلاقيات علم الأحياء مثلًأ وسوء السلوك العلمي أخلاقيات أو دراسات العلوم بدلًا من اعتبارها جزءًا من «فلسفة العلوم».
لا يوجد إجماع بين الفلاسفة حول العديد من المشكلات المركزية المتعلقة بفلسفة العلوم، بما في ذلك ما إذا كان يمكن للعلم كشف الحقيقة حول الأشياء غير المرئية وما إذا كان يمكن تبرير التفكير العلمي من أصله. بالإضافة إلى هذه الأسئلة العامة حول العلم ككل، يبحث فلاسفة العلم في المشكلات التي تنطبق على علوم معينة (كعلم الأحياء أو الفيزياء مثلًا). يستخدم بعض فلاسفة العلم أيضًا النتائج المعاصرة في العلم من أجل الوصول إلى استنتاجات حول الفلسفة نفسها.
بينما يعود الفكر الفلسفي المتعلق بالعلم إلى زمن أرسطو على الأقل، ظهرت الفلسفة العامة للعلم بصفتها نظامًا متميزًا فقط في القرن العشرين في أعقاب الحركة الوضعية المنطقية، الهادفة إلى صياغة معايير لجميع العبارات الفلسفية كالجدوى وتقييمها بموضوعية. تجاوز تشارلز ساندرز بيرس وكارل بوبر من الوضعية إلى وضع مجموعة حديثة من المعايير للمنهجية العلمية. كان كتاب توماس كون الصادر عام 1962 بعنوان «بنية الثورات العلمية» تكوينيًا أيضًا، متحديًا وجهة نظر التقدم العلمي باعتباره اكتسابًا تراكميًا ثابتًا للمعرفة استنادًا إلى طريقة ثابتة للتجربة المنهجية، وبدلًا من ذلك يجادل بأن أي تقدم يتعلق بـ«نموذج» من الأسئلة والمفاهيم والممارسات التي تحدد تخصصًا علميًا في فترة تاريخية معينة.
بعد ذلك -بسبب ويلارد فان أورمان كواين وغيره- أصبح النهج المتماسك للعلم -الذي يتحقق فيه من صحة النظرية إذا كان من المنطقي للملاحظات «بصفتها جزء من بنية متماسكة»- بارزًا. يسعى بعض المفكرين مثل ستيفن جاي غولد إلى تأصيل العلم في افتراضات بديهية، كتوحيد الطبيعة مثلًا. تجادل أقلية من الفلاسفة -بول فايراباند على وجه الخصوص- بأنه لا يوجد شيء مثل «الطريقة العلمية»، لذلك يجب السماح بجميع مناهج العلم، بما في ذلك الأساليب الخارقة للطبيعة. يوجد نهج آخر للتفكير في العلم يتضمن دراسة «كيفية إنشاء المعرفة من منظور اجتماعي»، وهو نهج يمثله علماء مثل ديفيد بلور وباري بارنز. أخيرًا، تتعامل التقاليد في الفلسفة القارية مع العلم من منظور تحليل دقيق للتجربة البشرية.
تتراوح فلسفات العلوم المعينة من الأسئلة حول طبيعة الزمن التي أثارتها النسبية العامة لأينشتاين، إلى تداعيات علم الاقتصاد على السياسة العامة. الموضوع المركزي هو ما إذا كان يمكن اختزال مصطلحات نظرية علمية داخل أو بين النظريات إلى مصطلحات أخرى. بمعنى: هل يمكن اختزال الكيمياء في الفيزياء، أم يمكن اختزال علم الاجتماع في علم النفس الفردي؟ تظهر الأسئلة العامة لفلسفة العلوم أيضًا بمزيد من الخصوصية في بعض العلوم المعينة. على سبيل المثال: يُنظر إلى مسألة صحة التفكير العلمي بشكل مختلف في أسس الإحصاء. يطرح السؤال حول ما يمكن اعتباره علمًا وما يجب استبعاده باعتباره مسألة حياة أو موت في فلسفة الطب. بالإضافة إلى ذلك، تستكشف فلسفات علم الأحياء وعلم النفس والعلوم الاجتماعية ما إذا كانت الدراسات العلمية للطبيعة البشرية يمكن أن تحقق الموضوعية أو أنها تتشكل من خلال القيم والعلاقات الاجتماعية.

## مقدمة

### تعريف العلم

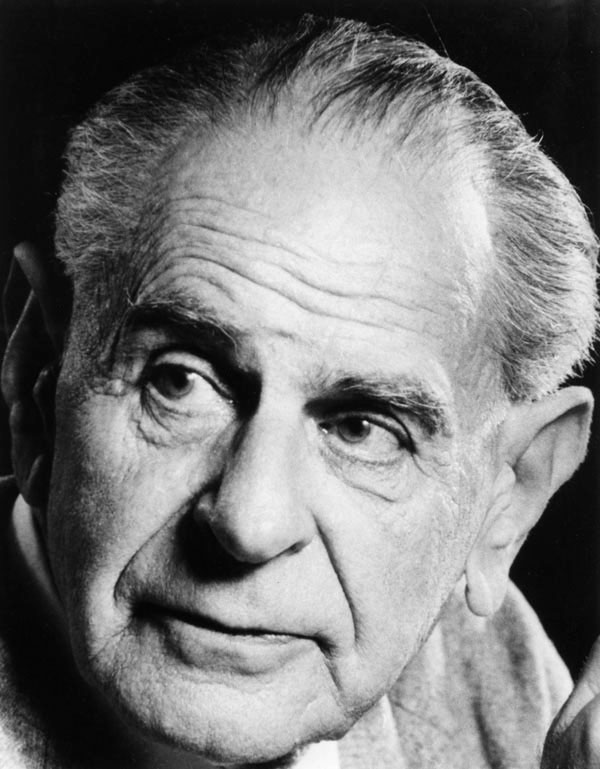
كارل بوبر في الثمانينيات.

يشار إلى التمييز بين العلم و«الـ لا علم» بمشكلة تحديد المصطلح. على سبيل المثال، هل يجب اعتبار التحليل النفسي علمًا؟ ماذا عن علم الخلق، أو فرضية الكون المتعدد التضخمي، أو الاقتصاد الكلي؟ أطلق كارل بوبر على هذا: السؤال المركزي في فلسفة العلوم. ومع ذلك، لم يحظ أي تفسير موحد للمشكلة بالقبول بين الفلاسفة، والبعض يعتبر المشكلة غير قابلة للحل أو غير مثيرة للاهتمام. دافع مارتن غاردنر عن استخدام معيار بوتر ستيوارت «أعرفه عندما أراه» للتعرف على العلوم الزائفة.
عللت المحاولات المبكرة من قبل الوضعانيين المنطقيين العلم في الملاحظة، بينما كان اللاعلم غير قائم على الملاحظة وبالتالي لا معنى له. جادل بوبر بأن الخاصية المركزية للعلم هي القابلية للتزييف. أي أن كل ادعاء علمي حقيقي يمكن إثبات زيفه، على الأقل من حيث المبدأ.
يُشار إلى مجال الدراسة أو التخمين الذي يتنكر في صورة العلم في محاولة للمطالبة بالشرعية غير القابلة للتحقيق بطريقة أخرى باسم العلوم الزائفة أو العلوم الهامشية أو العلوم التافهة. صاغ الفيزيائي ريتشارد فاينمان مصطلح «علم عباد الحمولة» للحالات التي يعتقد فيها الباحثون أنهم يمارسون العلوم لأن أنشطتهم لها المظهر الخارجي لها ولكنها في الواقع تفتقر إلى «الصدق المطلق» الذي يسمح بتقييم نتائجهم بدقة.

### التفسير العلمي
من الأسئلة وثيقة الصلة هي ما الذي يمكن اعتباره تفسيرًا علميًا جيدًا. بالإضافة إلى تقديم تنبؤات حول الأحداث المستقبلية، غالبًا ما يأخذ المجتمع النظريات العلمية من أجل تقديم تفسيرات للأحداث التي تحدث بانتظام أو قد حدثت بالفعل. درس الفلاسفة المعايير التي يمكن من خلالها القول بأن النظرية العلمية قد فسرت ظاهرة ما بنجاح، وكذلك ما يعنيه القول بأن النظرية العلمية لها قوة تفسيرية.
أحد التفسيرات المبكرة والمؤثرة للتفسير العلمي هو النموذج الاستنتاجي الاسمي. تقول إن التفسير العلمي الناجح يجب أن يستنتج حدوث الظواهر المعنية من قانون علمي. تعرض هذا الرأي لنقد كبير، ما أدى إلى العديد من الأمثلة المضادة المعترف بها على نطاق واسع للنظرية. من الصعب تحديد ما هو المقصود بالتفسير عندما لا يمكن استنتاج الشيء المراد شرحه من أي قانون لأنه مسألة صدفة، أو بطريقة أخرى: لا يمكن التنبؤ به تمامًا مما هو معروف. طور ويسلي سالمون نموذجًا يجب أن يكون فيه التفسير العلمي الجيد وثيق الصلة إحصائيًا بالنتيجة المراد شرحها. جادل آخرون بأن مفتاح التفسير الجيد هو توحيد الظواهر المتباينة أو توفير آلية سببية.

### تفسير العلم

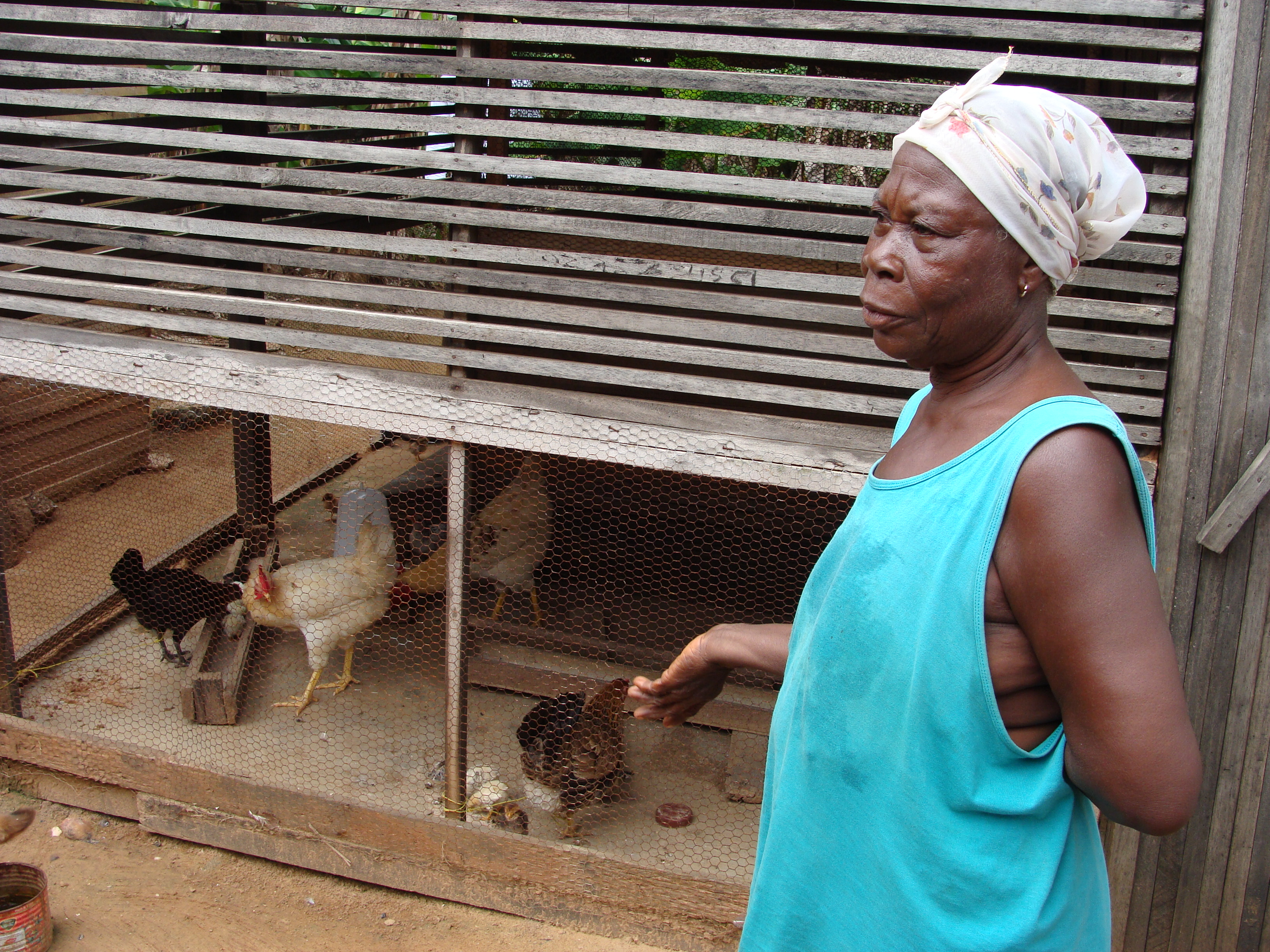
توضح التوقعات التي قد يستنتجها الدجاج حول سلوك المزارع «مشكلة الاستقراء».

على الرغم من أنه غالبًا ما يعد أمرًا مفروغًا منه، لكنه ليس من الواضح على الإطلاق كيف يمكن للمرء أن يستنتج صحة بيان عام من عدد من الحالات المحددة أو استنتاج حقيقة نظرية من سلسلة من الاختبارات الناجحة. على سبيل المثال: تلاحظ الدجاجة أن المزارع يأتي كل صباح ويعطيها طعامًا، لمئات الأيام على التوالي. لذلك قد يستخدم الدجاج التفكير الاستقرائي لاستنتاج أن المزارع سوف يحضر الطعام كل صباح. ومع ذلك، ذات صباح، يأتي المزارع ويقتل الدجاج. كيف يكون التفكير العلمي أكثر جدارة بالثقة من عقل الدجاجة؟
تتمثل إحدى المقاربات في الاعتراف بعدم إمكانية تحقيق الاستقراء لليقين، ولكن ملاحظة المزيد من حالات البيان العام يمكن على الأقل جعل العبارة العامة أكثر احتمالية. لذا سيكون من حق الدجاج أن يستنتج من كل تلك الصباحات أنه من المحتمل أن يأتي المزارع بالطعام مرة أخرى في صباح اليوم التالي، حتى لو لم يكن ذلك مؤكدًا. ومع ذلك، ما تزال هناك أسئلة صعبة حول عملية تفسير أي دليل معين إلى احتمال أن يكون البيان العام صحيحًا. تتمثل إحدى طرق الخروج من هذه الصعوبات الخاصة في إعلان أن جميع المعتقدات حول النظريات العلمية ذاتية أو شخصية، وأن التفكير الصحيح هو مجرد كيفية تغيير الأدلة لمعتقدات المرء الذاتية بمرور الوقت.
يجادل البعض بأن ما يفعله العلماء ليس الاستدلال الاستقرائي على الإطلاق وإنما التفكير الاستقرائي، أو الاستدلال على التفسير الأفضل. في هذا الحساب، لا يتعلق العلم بتعميم حالات معينة بل بالأحرى عن افتراض تفسيرات لما يلاحظ. مثلما نوقش في القسم السابق، ليس من الواضح دائمًا ما المقصود بعبارة «أفضل تفسير». تلعب شفرة أوكام (نصل أوكام)، التي تقدم المشورة لاختيار أبسط تفسير متاح، دورًا مهمًا في بعض إصدارات هذا النهج. بالعودة إلى مثال الدجاج، هل سيكون من الأسهل افتراض أن المزارع يهتم بها وسوف يستمر في الاعتناء بها إلى أجل غير مسمى أو أن المزارع يسمنها قبل الذبح؟ حاول الفلاسفة أن يجعلوا هذا المبدأ الاستدلالي أكثر دقة من حيث الحدس المهني أو غيره من المقاييس. ومع ذلك، على الرغم من تقديم مقاييس مختلفة للبساطة كمرشحين محتملين، فمن المقبول عمومًا أنه لا يوجد شيء مثل مقياس البساطة المستقل عن النظرية. بعبارة أخرى، يبدو أن هناك العديد من مقاييس البساطة المختلفة مثل النظريات نفسها، ويبدو أن مهمة الاختيار بين مقاييس البساطة هي إشكالية تمامًا مثل مهمة الاختيار بين النظريات. جادل نيكولاس ماكسويل لعدة عقود بأن الوحدة بدلًا من البساطة هي العامل الرئيسي غير التجريبي في التأثير على اختيار النظرية في العلم، والتفضيل المستمر للنظريات الموحدة في الواقع تلزم العلم بقبول أطروحة ميتافيزيقية تتعلق بالوحدة في الطبيعة. من أجل تحسين هذه الأطروحة الإشكالية، يجب تمثيلها في شكل تسلسل هرمي للأطروحات، بحيث تصبح كل أطروحة غير جوهرية مع تقدم المرء في التسلسل الهرمي.

### الملاحظة متلازمة مع النظرية

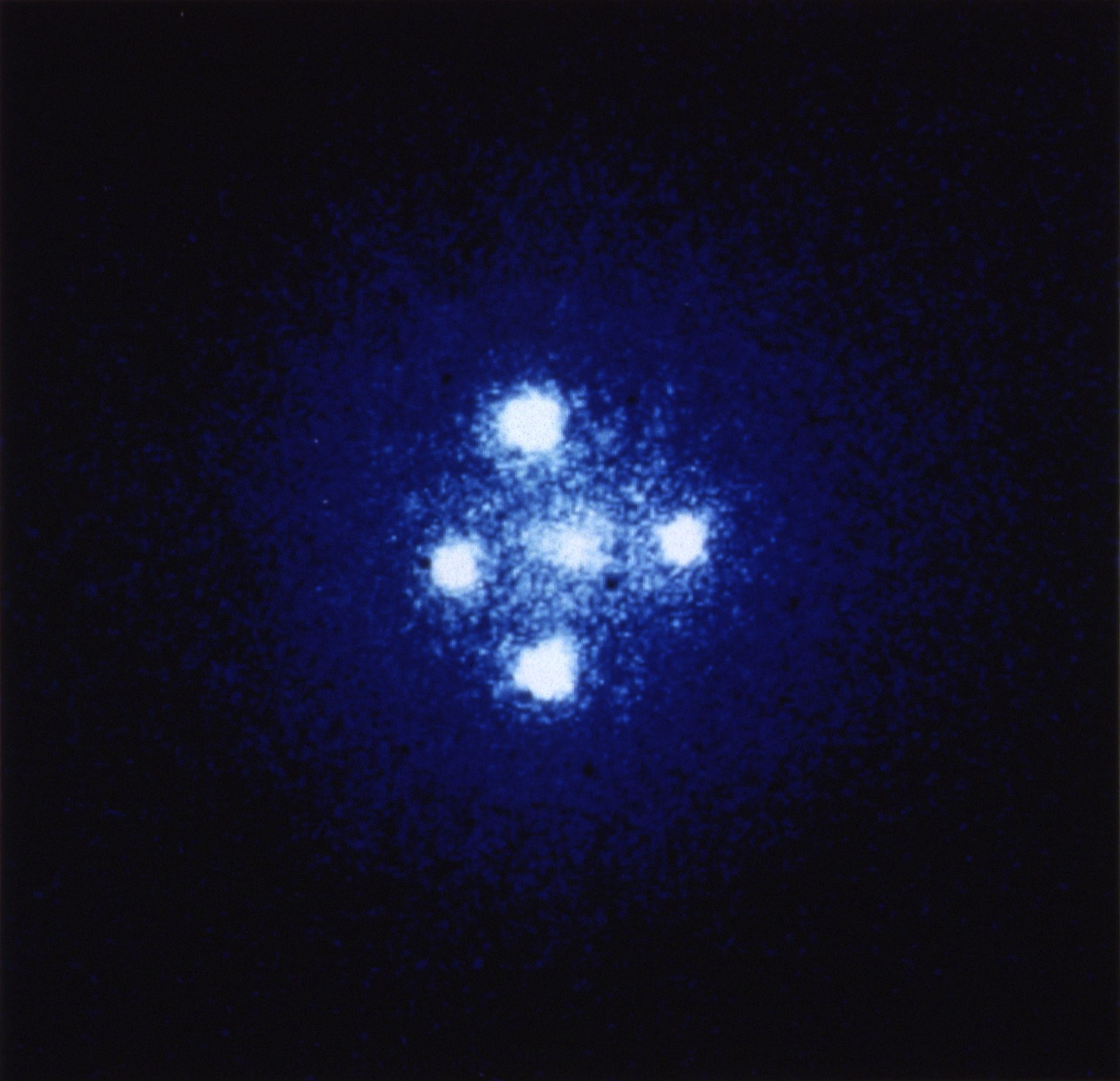
بواسطة التلسكوب، يبدو أن تقاطع أينشتاين يقدم دليلًا على خمسة أشياء مختلفة، لكن هذه الملاحظة محملة بالنظرية. إذا افترضنا نظرية النسبية العامة، فإن الصورة تقدم دليلًا على كائنين فقط.

عند إجراء الملاحظات، ينظر العلماء من خلال التلسكوبات، ويدرسون الصور على الشاشات الإلكترونية، ويسجلون قراءات العدادات، وما إلى ذلك. بشكل عام، على المستوى الأساسي، يمكنهم الاتفاق على ما يرونه، على سبيل المثال، مقياس الحرارة يظهر 37.9 درجة مئوية. ولكن، إذا كان لدى هؤلاء العلماء أفكار مختلفة حول النظريات المطورة لشرح هذه الملاحظات الأساسية، فقد يختلفون حول الشيء الذي يراقبونه. على سبيل المثال، قبل نظرية النسبية العامة لألبرت أينشتاين، كان من المحتمل أن يفسر المراقبون صورة تقاطع أينشتاين على أنها خمسة أشياء مختلفة في الفضاء. ومع ذلك، في ضوء هذه النظرية، سوف يخبرك علماء الفلك أنه يوجد في الواقع جسمان فقط، أحدهما في المركز وأربع صور مختلفة لجسم آخر حول الجوانب. بدلًا من ذلك، إذا اشتبه علماء آخرون في وجود خطأ ما في التلسكوب وأن جسمًا واحدًا فقط يُلاحظ فعليًا، فإنهم يعملون وفقًا لنظرية أخرى. يقال إن الملاحظات التي لا يمكن فصلها عن التفسير النظري «محملة بالنظرية».
تتضمن جميع الملاحظات كلًا من الإدراك المعرفي والإدراك الحسي. أي، لا يقوم المرء بالمراقبة بشكل سلبي، بل يشارك بنشاط في التمييز بين الظاهرة الملاحظة من البيانات الحسية المحيطة. لذلك، تتأثر الملاحظات بالفهم الأساسي للطريقة التي يعمل بها العالم، وقد يؤثر هذا الفهم على ما يدرك أو يلاحظ أو يعتبر جديراً بالاهتمام. بهذا المعنى، يمكن القول أن كل الملاحظات محملة بالنظرية.

### الغرض من العلم
هل يجب أن يهدف العلم إلى تحديد الحقيقة المطلقة، أم أن هناك أسئلة لا يستطيع العلم الإجابة عليها؟ يدعي الواقعيون العلميون أن العلم يهدف إلى الحقيقة وأنه يجب على المرء اعتبار النظريات العلمية على أنها صحيحة أو تقريبًا صحيحة أو صحيحة على الأرجح. بالمقابل، يجادل مناهضو الواقعية العلمية بأن العلم لا يهدف (أو على الأقل لا ينجح في الوصول) إلى الحقيقة، خاصةً الحقيقة حول الأشياء غير المرصودة مثل الإلكترونات أو الأكوان الأخرى. يجادل الذرائعيون في أنه يجب تقييم النظريات العلمية فقط على أساس ما إذا كانت مفيدة. من وجهة نظرهم: ما إذا كانت النظريات صحيحة أم لا، فهذا خارج عن الموضوع، لأن الغرض من العلم هو خلق تنبؤات وتمكين التكنولوجيا الفعالة.
غالبًا ما يشير الواقعيون إلى نجاح النظريات العلمية الحديثة كدليل على الحقيقة (أو الحقيقة القريبة) للنظريات الحالية. يشير اللاواقعيون إما إلى العديد من النظريات الخاطئة في تاريخ العلوم، أو الأخلاق المعرفية، أو نجاح افتراضات النمذجة الخاطئة، أو انتقادات ما بعد الحداثة للموضوعية كدليل ضد الواقعية العلمية. يحاول اللاواقعيون شرح نجاح النظريات العلمية دون الرجوع إلى الحقيقة. يدعي بعض مناهضي الواقعية أن النظريات العلمية تهدف إلى أن تكون دقيقة فقط حول الأشياء التي يمكن ملاحظتها ويجادلون بأن نجاحها يحكم عليه في المقام الأول من خلال هذا المعيار.

### القيم والعلم
تتقاطع القيم مع العلم بطرق مختلفة. هناك قيم معرفية توجه البحث العلمي بشكل أساسي. المؤسسة العلمية جزء لا يتجزأ من ثقافة وقيم معينة من خلال الممارسين الأفراد. تنبثق القيم من العلم، كمنتج وعملية ويمكن توزيعها بين عدة ثقافات في المجتمع.
إذا لم يكن من الواضح ما الذي يعد علمًا، وكيف تعمل عملية تأكيد النظريات، وما هو الغرض من العلم، فهناك مجال كبير للقيم والتأثيرات الاجتماعية الأخرى لتشكيل العلم. في الواقع، يمكن للقيم لعب دورًا يتراوح بين تحديد البحث الذي يُمول والتأثير على النظريات التي تحقق الإجماع العلمي. على سبيل المثال، أثرت القيم الثقافية التي تبناها العلماء في القرن التاسع عشر حول البحث عن التطور العرقي والقيم المتعلقة بالطبقة الاجتماعية على المناقشات حول فراسة الدماغ (الذي كان يعتبر علميًا في ذلك الوقت). يستكشف رواد النظرية النسوية للمعرفة وعلماء اجتماع العلم وغيرهم كيف تؤثر القيم الاجتماعية على العلم.

## تاريخيًّا

### ما قبل الحداثة
تعود أصول فلسفة العلوم إلى أفلاطون وأرسطو اللذين ميزا أشكال الاستدلال التقريبي والدقيق، ووضعا مخططًا ثلاثيًا للاستدلال الاحتمالي والاستنباطي والاستقرائي، وحللا أيضًا الاستدلال عن طريق القياس. أجرى الموسوعي العربي ابن الهيثم في القرن الحادي عشر (المعروف باللاتينية باسم الهازن) أبحاثه في البصريات عن طريق الاختبار التجريبي المضبوط والهندسة، لا سيما في تحقيقاته في الصور الناتجة عن انعكاس الضوء وانكساره. كان روجر بيكون (1214-1294) -وهو مفكر ومختبر إنجليزي- متأثرًا بشدة بالهيثم، المعترف به من قبل الكثيرين كأب للمنهج العلمي الحديث. اعتبر رأيه بأن الرياضيات ضرورية لفهم الفلسفة الطبيعية بشكل صحيح قبل 400 عام من عصرها.

### الحداثة

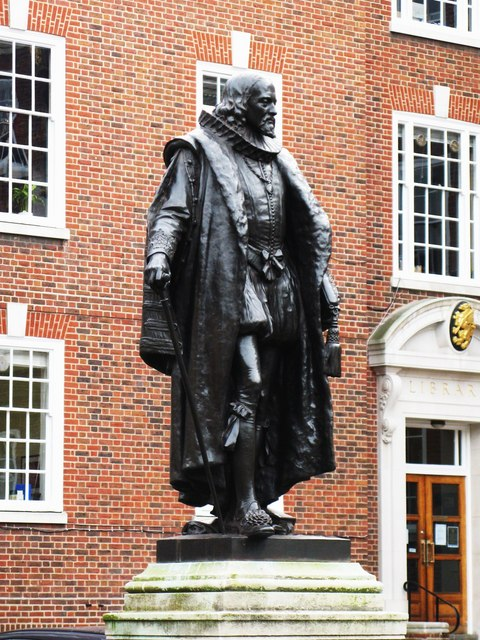
تمثال فرانسيس بيكون في غريز إن، ساوث سكوير، لندن

كان فرانسيس بيكون (لا علاقة مباشرة لروجر، الذي عاش قبل 300 عام) شخصية بارزة في فلسفة العلوم في وقت الثورة العلمية. في عمله الأورجانون الجديد 1620 -إشارة إلى أورغاون أرسطو- حدد بيكون نظامًا جديدًا للمنطق من أجل تحسين العملية الفلسفية القديمة للقياس المنطقي. اعتمدت طريقة بيكون على التواريخ التجريبية للتخلص من النظريات البديلة. في عام 1637، أنشأ رينيه ديكارت إطارًا جديدًا لتأسيس المعرفة العلمية في أطروحته، خطاب حول المنهج، داعيًا إلى الدور المركزي للعقل بدلًا من التجربة الحسية. على النقيض من ذلك، في عام 1713، جادلت الطبعة الثانية من الأصول الرياضية للفلسفة الطبيعية لإسحاق نيوتن بأن «لا مكان للفرضيات في الفلسفة التجريبية». أثر هذا المقطع على «جيل لاحق من القراء ذوي الميول الفلسفية لإعلان حظر الفرضيات السببية في الفلسفة الطبيعية». على وجه الخصوص، في وقت لاحق من القرن الثامن عشر، اشتهر ديفيد هيوم بالتشكيك في قدرة العلم على تحديد السببية وقدم صياغة نهائية لمشكلة الاستقراء. تعد كتابات جون ستيوارت ميل في القرن التاسع عشر مهمة أيضًا في تشكيل المفاهيم الحالية للمنهج العلمي، بالإضافة إلى توقع الروايات اللاحقة للتفسير العلمي.

### الوضعية المنطقية
شاعت الذرائعية بين الفيزيائيين في مطلع القرن العشرين، وبعد ذلك عرفت الوضعية المنطقية المجال لعدة عقود. تقبل الوضعية المنطقية فقط العبارات القابلة للاختبار باعتبارها ذات مغزى، وترفض التفسيرات الميتافيزيقية، وتتبنى البرهنة (مجموعة من نظريات المعرفة التي تجمع بين المنطقية والتجريبية واللغويات لتأسيس الفلسفة على أساس يتوافق مع أمثلة من العلوم التجريبية). سعيًا لإصلاح كل الفلسفة وتحويلها إلى فلسفة علمية جديدة، طرحت دائرة برلين ودائرة فيينا الوضعية المنطقية في أواخر عشرينيات القرن الماضي.
بتفسير فلسفة لودفيغ فيتغنشتاين المبكرة للغة، حدد الوضعيون المنطقيون مبدأ التحقق أو معيار المعنى المعرفي. وسعوا من منطق برتراند راسل إلى اختزال الرياضيات إلى المنطق. لقد اعتنقوا أيضًا مذهب روسل المنطقي، ظواهر إرنست ماخ -حيث يعرف العقل فقط التجربة الحسية الفعلية أو المحتملة، والتي هي محتوى جميع العلوم، سواء كانت فيزياء أو علم نفس- وإجرائية بيرسي بريدجمان. وبالتالي، فإن ما يمكن التحقق منه فقط كان علميًا وذو مغزى معرفيًا، في حين أن ما لا يمكن التحقق منه كان غير علمي -ميتافيزيقية أو عاطفية أو ما شابه- ولا تستحق مزيدًا من المراجعة من قبل الفلاسفة، الذين كلفوا حديثًا بتنظيم المعرفة بدلًا من تطوير معرفة جديدة.
تُصوَّر الوضعية المنطقية عمومًا على أنها تتخذ الموقف المتطرف بأن اللغة العلمية يجب ألا تشير أبدًا إلى أي شيء لا يمكن ملاحظته -حتى المفاهيم الأساسية للسببية والآلية والمبادئ- لكن هذه مبالغة. يمكن السماح بالحديث عن مثل هذه الأشياء التي لا يمكن ملاحظتها على أنها مجازية -ملاحظات مباشرة ينظر إليها بشكل مجرد- أو في أسوأ الأحوال ميتافيزيقية أو عاطفية. سوف تختزل القوانين النظرية إلى قوانين تجريبية، بينما تكتسب المصطلحات النظرية معنى من مصطلحات المراقبة عبر قواعد التطابق. سوف تختزل الرياضيات في الفيزياء إلى المنطق الرمزي عبر المنطق، في حين أن إعادة البناء العقلاني سوف تحول اللغة العادية إلى معادلات معيارية، وكلها متصلة بالشبكة ومتحدة بواسطة بناء جملة منطقي. سوف تذكر النظرية العلمية مع طريقة التحقق الخاصة بها، حيث يمكن لحساب التفاضل والتكامل المنطقي أو العملية التجريبية التحقق من زيفها أو صحتها.
في أواخر الثلاثينيات من القرن الماضي، هرب الوضعيون المنطقيون من ألمانيا والنمسا إلى بريطانيا وأمريكا. بحلول ذلك الوقت، استبدل الكثيرون ظواهر ماخ بفيزيائية أوتو نيورات، وسعى رودولف كارناب إلى استبدال البرهنة بمجرد التأكيد. مع اقتراب الحرب العالمية الثانية في عام 1945، أصبحت الوضعية المنطقية أكثر اعتدالًا، وتجريبية منطقية، بقيادة كارل همبل، في أمريكا، الذي شرح نموذج قانون التغطية للتفسير العلمي كطريقة لتحديد الشكل المنطقي للتفسيرات دون أي إشارة إلى فكرة «السببية». أصبحت الحركة الوضعية المنطقية ركيزة أساسية للفلسفة التحليلية، وسيطرت على فلسفة الأنجلوسفير، بما في ذلك فلسفة العلوم، مع التأثير في العلوم، في الستينيات. ومع ذلك، فشلت الحركة في حل مشاكلها المركزية، وتعرضت مذاهبها للاعتداء بشكل متزايد. ومع ذلك، فقد أدى إلى إنشاء فلسفة العلوم كنظام فرعي متميز للفلسفة، إذ لعب كارل همبل دورًا رئيسيًا.

### توماس كون

بالنسبة لكون، فإن إضافة التدويرات في علم الفلك البطلمي كانت «علمًا عاديًا» ضمن نموذج، في حين أن الثورة الكوبرنيكية كانت نقلة نوعية.

جادل توماس كون في كتابه الصادر عام 1962 بعنوان «هيكل الثورات العلمية» بأن عملية المراقبة والتقييم تتم ضمن نموذج، «وصف» متسق منطقيًا للعالم يتوافق مع الملاحظات المأخوذة من إطارها. يشمل النموذج أيضًا مجموعة الأسئلة والممارسات التي تحدد تخصصًا علميًا. لقد وصف العلم العادي بأنه عملية الملاحظة و«حل الألغاز» التي تحدث ضمن نموذج، بينما يحدث العلم الثوري عندما يتفوق أحد النماذج على نموذج آخر في نقلة نوعية.
نفى كون أنه من الممكن على الإطلاق عزل الفرضية المختبرة عن تأثير النظرية التي تستند إليها الملاحظات، وجادل بأنه من غير الممكن تقييم النماذج المتنافسة بشكل مستقل. يمكن لأكثر من بناء واحد متسق منطقيًا رسم تشابه قابل للاستخدام للعالم، ولكن لا توجد أرضية مشتركة يمكن من خلالها وضع اثنين ضد بعضهما البعض، نظرية ضد النظرية. كل نموذج له أسئلته وأهدافه وتفسيراته المميزة. لا يوفر أي منهما معيارًا يمكن من خلاله الحكم على الآخر، لذلك لا توجد طريقة واضحة لقياس التقدم العلمي عبر النماذج.
بالنسبة لكون، كان اختيار النموذج مدعومًا بعمليات عقلانية، ولكن لم تحدد في النهاية من قبلها. يتضمن الاختيار بين النماذج وضع صورتين أو أكثر ضد العالم وتحديد أيهما أكثر تشابهًا. بالنسبة لكون، فإن قبول النموذج أو رفضه هو عملية اجتماعية بقدر ما هو عملية منطقية. ومع ذلك، فإن موقف كون ليس موقفًا من النسبية. وفقًا لكون، يحدث نقلة نوعية عندما يظهر عدد كبير من الشذوذات الملاحظة في النموذج القديم ويكون النموذج الجديد منطقيًا لها. أي أن اختيار نموذج جديد يعتمد على الملاحظات، على الرغم من أن تلك الملاحظات تتم على خلفية النموذج القديم.
يعتقد كون أن التعديلات التى أجريت على نموذج بطليموس في علم الفلك كانت جزءًا من"العلم العادي" أي أنها لم تكن تغييرات جذرية، بل كانت مجرد تحسينات داخل النموذج السائد، أما الثورة الكوبرنيكية، فكانت "نقلة نوعية"، لأنها استبدلت النموذج القديم بالكامل بنموذج جديد.
فى كتابه "بنية الثورات العلمية"، أوضح كون أن العلم لا يتطور بشكل خطي ومستمر بل يمر بفترات من العلم العادي حيث يعمل العلماء على حل المشكلات وفقًا لنموذج معين. ولكن عندما تتراكم المشكلات التي لا يستطيع النموذج الحالي تفسيرها يبدأالعلماء في البحث عن نموذج جديد، مما يؤدى الي ثورة علمية أو نقلة نوعية، حيث يتم استبدال النموذج القديم بجديد أكثر قدرة على تفسير الظواهر.
يرى كون أنه لا يمكن فصل الفرضيات العلمية عن النظريات التى تستند إليها الملاحظات، مما يعني أنه من الصعب تقييم النماذج العلمية المختلفة بطريقة محايدة تمامًا فكل نموذج علمي لديه طريقته الخاصة في طرح الأسئلة وأهدافه المختلفة وتفسيراته للظواهر، لذلك لا يمكن الحكم على نموذج علمي بمعايير نموذج آخر.
ورغم أن اختيار نموذج علمي جديد يعتمد على الأدلة والملاحظات، إلا أن كون يؤكد أن هذا الاختيار ليس مجرد عملية منطقية بحتية، بل يتأثر أيضًا بالعوامل الاجتماعية والعلمية للمجتمع العلمي في ذلك الوقت فالتحول إلى نموذج جديد يحدث عندما يصبح النموذج القديم غير قادر على تفسير عدد كبير من الظواهر ويظهر نموذج جديد يستطيع تقديم تفسير أكثر إقناعًا.

## النهج الحالية

### الافتراضات البديهية للمذهب الطبيعي
تستند جميع الدراسات العلمية بشكل لا مفر منه على بعض الافتراضات الأساسية التي لم تختبرها العمليات العلمية على الأقل. يوافق كون على أن كل العلوم مبنية على أجندة معتمدة من افتراضات غير قابلة للإثبات حول طبيعة الكون، وليس مجرد حقائق تجريبية. تشتمل هذه الافتراضات -النموذج- على مجموعة من المعتقدات والقيم والتقنيات التي يتبناها مجتمع علمي معين، والتي تضفي الشرعية على أنظمتها وتضع قيودًا على بحثها. بالنسبة لعلماء الطبيعة، الطبيعة هي الحقيقة الوحيدة، النموذج الوحيد. لا يوجد شيء مثل «خارق للطبيعة». يجب استخدام الطريقة العلمية لاستقصاء كل الواقع، والمذهب الطبيعي هو الفلسفة الضمنية للعلماء العاملين.
الافتراضات الأساسية التالية ضرورية لتبرير المنهج العلمي:
1. أن هناك حقيقة موضوعية مشتركة بين جميع المراقبين العقلانيين.[48][49] «أساس العقلانية هو قبول واقع موضوعي خارجي».[50] كفرد لا يمكنك معرفة أن المعلومات الحسية التي ندركها تنشأ بشكل مصطنع أو تنشأ من عالم حقيقي. وأي اعتقاد بأنها تنشأ من عالم حقيقي خارجنا هو في الواقع افتراض. ويبدو أنه من المفيد افتراض وجود حقيقة موضوعية من التعايش مع الانتماء إلى الذات، وبالتالي فإن الناس سعداء تمامًا بفرض هذا الافتراض. في الواقع، لقد افترضنا هذا الافتراض دون وعي عندما بدأنا في التعرف على العالم كرضع. يبدو أن العالم خارج أنفسنا يستجيب بطرق تتفق مع وجوده حقيقي ... افتراض الموضوعية ضروري إذا أردنا ربط المعاني المعاصرة بأحاسيسنا ومشاعرنا وجعلها أكثر منطقية.[51] بدون هذا الافتراض، لن يكون هناك سوى الأفكار والصور في منطقتنا العقل الخاص (والذي سيكون العقل الوحيد الموجود) ولن تكون هناك حاجة للعلم أو أي شيء آخر.[52]
2. أن هذا الواقع الموضوعي تحكمه قوانين الطبيعة.[48][49] «يفترض العلم -على الأقل اليوم- أن الكون يطيع مبادئ قابلة للمعرفة لا تعتمد على الزمان أو المكان، ولا على المعايير الذاتية مثل ما نفكر فيه أو نعرفه أو كيف نتصرف».[50] يجادل هيو غوش بأن العلم يفترض مسبقًا أن «العالم المادي منظم ومفهوم».[53]
3. يمكن اكتشاف هذا الواقع عن طريق الملاحظة المنهجية والتجريب.[48][49] قال ستانلي سوبوتكا، «افتراض الواقع الخارجي ضروري للعلم لكي يعمل ويزدهر. بالنسبة للجزء الأكبر، العلم هو اكتشاف وشرح العالم الخارجي».[52] يحاول العلم إنتاج معرفة عالمية وموضوعية قدر الإمكان في مجال الفهم البشري.[50]
4. أن الطبيعة لها قوانين موحدة وأن معظم إن لم يكن كل الأشياء في الطبيعة يجب أن يكون لها سبب طبيعي على الأقل.[49] أشار عالم الأحياء ستيفن جاي غولد إلى هذين الافتراضين المرتبطين ارتباطًا وثيقًا على أنهما ثبات قوانين الطبيعة وتشغيل العمليات المعروفة.[54] يوافق سيمبسون على أن بديهية توحيد القانون، وهي افتراض غير قابل للإثبات، ضرورية للعلماء لاستقراء الاستدلال الاستقرائي في الماضي غير المرئي من أجل دراسته بشكل هادف.[55]
5. أن الإجراءات التجريبية سوف تتم بشكل مرضٍ دون أي أخطاء متعمدة أو غير مقصودة من شأنها التأثير على النتائج.[49]
6. أن المجربين لن يكونوا متحيزين بشكل كبير من خلال افتراضاتهم.[49]
7. أن أخذ العينات العشوائية هو ممثل لجميع السكان.[49] العينة العشوائية البسيطة (إس آر إس) هي الخيار الاحتمالي الأساسي المستخدم لإنشاء عينة من السكان. تتمثل فائدة إس آر إس في أن المحقق مضمون لاختيار عينة تمثل المجتمع الذي يضمن استنتاجات صحيحة إحصائيًا.[56]

### التماسك

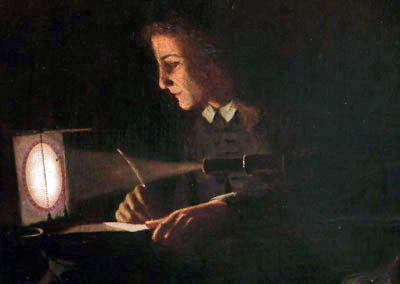
قام إرميا هوروكس بأول ملاحظة لعبور كوكب الزهرة عام 1639، كما تخيلها الفنان دبليو آر لافندر عام 1903.

على عكس الرأي القائل بأن العلم يعتمد على افتراضات أساسية، يؤكد التماسك أن البيانات مبررة من خلال كونها جزءًا من نظام متماسك. أو بالأحرى، لا يمكن التحقق من صحة البيانات الفردية بمفردها: فقط الأنظمة المتماسكة يمكن تبريرها. إن التنبؤ بعبور كوكب الزهرة له ما يبرره من خلال كونه متماسكًا مع المعتقدات الأوسع حول الميكانيكا السماوية والملاحظات السابقة. مثلما هو موضح أعلاه، فإن الملاحظة هي فعل معرفي. أي أنها تعتمد على فهم موجود مسبقًا، مجموعة منهجية من المعتقدات. تتطلب مراقبة عبور كوكب الزهرة مجموعة كبيرة من المعتقدات المساعدة، مثل تلك التي تصف بصريات التلسكوبات، وميكانيكا جبل التلسكوب، وفهم الميكانيكا السماوية. إذا فشل التنبؤ ولم يلاحظ العبور، فمن المحتمل أن يؤدي ذلك إلى تعديل في النظام، أو تغيير في بعض الافتراضات المساعدة، بدلًا من رفض النظام النظري.
في الواقع، وفقًا لأطروحة دويم-كواين، من المستحيل اختبار النظرية بمعزل عن غيرها. يجب على المرء دائمًا إضافة فرضيات مساعدة من أجل إجراء تنبؤات قابلة للاختبار. على سبيل المثال، من أجل اختبار قانون نيوتن للجاذبية في النظام الشمسي، يحتاج المرء إلى معلومات حول كتل الشمس ومواقعها وجميع الكواكب. من المعروف أن الفشل في التنبؤ بمدار أورانوس في القرن التاسع عشر لم يؤد إلى رفض قانون نيوتن بل رفض الفرضية القائلة بأن النظام الشمسي يتكون من سبعة كواكب فقط. أدت التحقيقات التي تلت ذلك إلى اكتشاف كوكب ثامن، نبتون. إذا فشل الاختبار، فهناك خطأ ما. ولكن هناك مشكلة في معرفة ماهية هذا الشيء: كوكب مفقود، أو معدات اختبار معايرة بشكل سيئ، أو انحناء غير متوقع للفضاء، أو أي شيء آخر.
تتمثل إحدى نتائج فرضية دويم-كواين في أنه يمكن للمرء أن يجعل أي نظرية متوافقة مع أي ملاحظة تجريبية عن طريق إضافة عدد كافٍ من الفرضيات المخصصة المناسبة. قبل كارل بوبر هذه الأطروحة، ما دفعه إلى رفض التزوير الساذج. بدلًا من ذلك، فضل وجهة نظر «البقاء للأصلح» التي يفضل فيها أكثر النظريات العلمية قابلية للدحض.

### منهجية كل شيء مباح

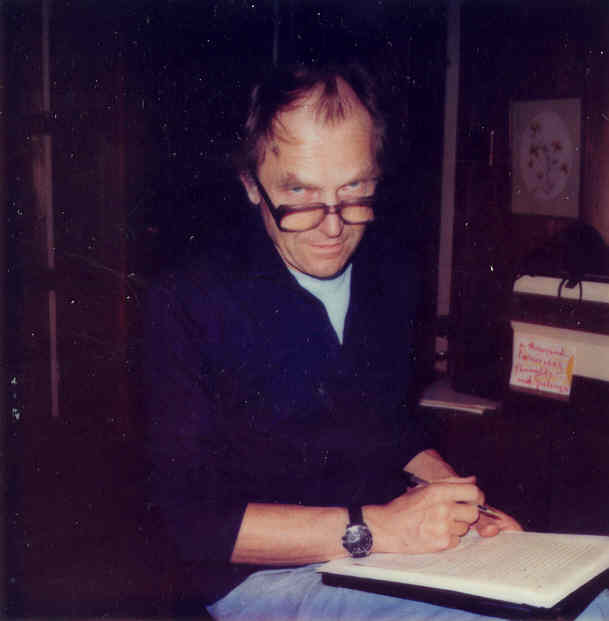
بول فييرآبند

جادل بول فييرابند (1924-1994) بأنه لا يوجد وصف للطريقة العلمية يمكن أن يكون واسعًا بما يكفي ليشمل جميع الأساليب والطرق المستخدمة من قبل العلماء، وأنه لا توجد قواعد منهجية مفيدة وخالية من الاستثناءات تحكم تقدم العلم. وجادل بأن «المبدأ الوحيد الذي لا يمنع التقدم هو: كل شيء مباح».
قال فييرابند إن العلم بدأ كحركة تحررية، لكن بمرور الوقت أصبح أكثر تشددًا وعقائديًا وكان له بعض السمات القمعية، وبالتالي أصبح بشكل متزايد: أيديولوجيا. وبسبب هذا، قال إنه من المستحيل التوصل إلى طريقة لا لبس فيها للتمييز بين العلم والدين أو السحر أو الأساطير. لقد رأى الهيمنة الحصرية للعلم كوسيلة لتوجيه المجتمع باعتباره سلطويًا لا أساس له. أدى نشر هذه اللاسلطوية المعرفية إلى منح فييرابند لقب «أسوأ عدو للعلم» من منتقديه.

### منهجية علم اجتماع المعرفة العلمية
وفقًا لكون، العلم نشاط جماعي بطبيعته لا يمكن القيام به إلا كجزء من المجتمع. بالنسبة له، فإن الاختلاف الأساسي بين العلم والتخصصات الأخرى هو الطريقة التي تعمل بها المجتمعات. جادل آخرون، وخاصة فييرابند وبعض مفكري ما بعد الحداثة، بأنه لا يوجد فرق كاف بين الممارسات الاجتماعية في العلوم والتخصصات الأخرى للحفاظ على هذا التمييز. بالنسبة لهم، تلعب العوامل الاجتماعية دورًا مهمًا ومباشرًا في المنهج العلمي، لكنها لا تعمل على تمييز العلم عن التخصصات الأخرى. على هذا الحساب، العلم مبني اجتماعيًا، على الرغم من أن هذا لا يعني بالضرورة الفكرة الأكثر راديكالية بأن الواقع نفسه هو بناء اجتماعي.

ومع ذلك، يؤكد البعض (مثل كواين) أن الواقع العلمي هو بناء اجتماعي:
تستورد الأشياء المادية من الناحية المفاهيمية إلى الموقف كوسطاء ملائمين ليس من خلال تعريفها من حيث الخبرة، ولكن ببساطة باعتبارها فرضيات قابلة للمقارنة -من الناحية المعرفية- بآلهة هوميروس ... من جهتي، أؤمن بالأشياء المادية، وليس بآلهة هوميروس. وأنا أعتبر أنه خطأ علمي أن نصدق خلاف ذلك. ولكن فيما يتعلق بالقاعدة المعرفية، تختلف الأشياء المادية والآلهة فقط في الدرجة وليس في النوع. كلا النوعين من الكيانات لا يدخلان في تصوراتنا إلا كأوضاع ثقافية.
أصبح رد فعل العلماء العنيف ضد مثل هذه الآراء، خاصة في التسعينيات، معروفًا باسم حروب العلم.
كان أحد التطورات الرئيسية في العقود الأخيرة هو دراسة تكوين وهيكل وتطور المجتمعات العلمية من قبل علماء الاجتماع وعلماء الأنثروبولوجيا، بما في ذلك ديفيد بلور وهاري كولينز وبرونو لاتور وإيان هاكينج وأنسيلم شتراوس. طبقت أيضًا المفاهيم والأساليب (مثل الاختيار العقلاني أو الاختيار الاجتماعي أو نظرية اللعبة) من علم الاقتصاد لفهم كفاءة المجتمعات العلمية في إنتاج المعرفة. أصبح هذا المجال متعدد التخصصات يعرف باسم دراسات العلوم والتكنولوجيا. هنا نهج فلسفة العلوم هو دراسة كيفية عمل المجتمعات العلمية بالفعل.

### الفلسفة القارية
لا يُصنف الفلاسفة في التقليد الفلسفي القاري تقليديًا على أنهم فلاسفة للعلم. ومع ذلك، لديهم الكثير ليقولوه عن العلم، وبعضها توقع موضوعات في التقليد التحليلي. على سبيل المثال، قدم فريدريك نيتشه أطروحة في كتابه «في جنيالوجيا الأخلاق» (1887) بأن الدافع للبحث عن الحقيقة في العلوم هو نوع من التقشف المثالي.

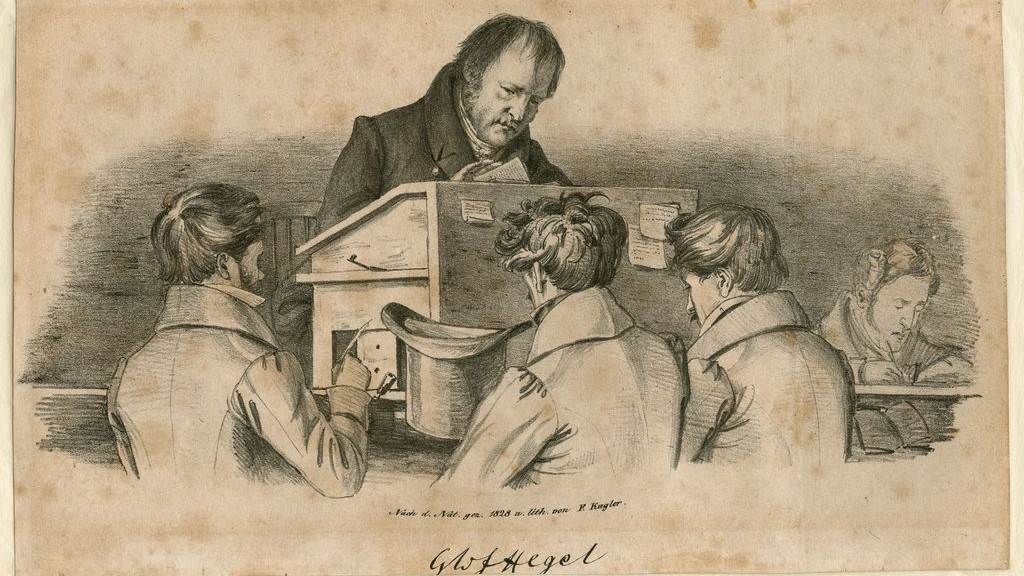
هيغل مع طلابه في برلين - رسم من قبل فرانز كوغلر

بشكل عام، تنظر الفلسفة القارية إلى العلم من منظور تاريخي عالمي. أصبح جورج فيلهلم فريدريش هيغل (1770-1831) من أوائل الفلاسفة الذين دعموا هذا الرأي. كتب الفلاسفة مثل بيير دويم (1861-1916) وجاستون باشلار (1884-1962) أعمالهم أيضًا باستخدام هذا النهج التاريخي العالمي للعلم، قبل عمل كون عام 1962 بجيل أو أكثر. كل هذه المقاربات تنطوي على تحول تاريخي واجتماعي إلى العلم، مع إعطاء الأولوية للتجربة الحية (نوع من «عالم الحياة» هوسرليان)، بدلًا من نهج قائم على التقدم أو مناهج للتاريخ كما أُكِّد عليه في التقليد التحليلي. يمكن للمرء أن يتتبع مسار الفكر القاري هذا من خلال فينومينولوجيا إدموند هوسرل (1859-1938)، والأعمال المتأخرة لميرلو بونتي (الطبيعة: ملاحظات الدورة من جامعة فرنسا، 1956-1960)، وعلم التأويل لمارتن هايدغر (1889-1976).

جاء التأثير الأكبر على التقاليد القارية فيما يتعلق بالعلم من نقد مارتن هايدغر للموقف النظري بشكل عام، والذي يتضمن بالطبع الموقف العلمي. لهذا السبب، بقي التقليد القاري أكثر تشككًا في أهمية العلم في حياة الإنسان وفي البحث الفلسفي. ومع ذلك، كان هناك عدد من الأعمال المهمة: لا سيما تلك الخاصة بالسابق الكوني، ألكسندر كويري (1892-1964). تطور مهم آخر كان تحليل ميشال فوكو للفكر التاريخي والعلمي في «الكلمات والأشياء» (1966) ودراسته للسلطة والفساد في «علم» الجنون. من بين مؤلفي ما بعد هايدغر الذين ساهموا في الفلسفة القارية للعلوم في النصف الثاني من القرن العشرين يورغن هابرماس (على سبيل المثال، الحقيقة والتبرير، 1998)، وكارل فريدريش فون فايزساكر (وحدة الطبيعة، 1980، وفولفغانغ شتيغمولر (مشاكل ونتائج فلسفة العلوم والفلسفة التحليلية)، 1973-1986.

## مواضيع أخرى

### الاختزالية
يتضمن التحليل تقسيم الملاحظة أو النظرية إلى مفاهيم أبسط لفهمها. يمكن أن تشير الاختزالية إلى واحد من عدة مواقف فلسفية تتعلق بهذا النهج. يشير أحد أنواع الاختزالية إلى أن الظواهر قابلة للتفسير العلمي عند مستويات أقل من التحليل والاستقصاء. ربما يمكن تفسير حدث تاريخي بعبارات اجتماعية ونفسية، التي بدورها يمكن وصفها بمصطلحات علم وظائف الأعضاء البشرية، التي بدورها يمكن وصفها بمصطلحات الكيمياء والفيزياء. يميز دانيال دينيت الاختزالية المشروعة عما يسميه الاختزالية الجشعة، الذي ينكر التعقيدات الحقيقية ويقفز بسرعة كبيرة إلى التعميمات الكاسحة.

### المسؤولية الاجتماعية
هناك قضية منتشرة تؤثر على حيادية العلم تتعلق بالمجالات التي يختار العلم استكشافها. أيّ، أي جزء مدروس من قبل العلم للعالم والجنس البشري. يجادل فيليب كيتشر في كتابه «العلم والحقيقة والديمقراطية» أن الدراسات العلمية التي تحاول إظهار شريحة واحدة من السكان على أنها أقل ذكاءً أو نجاحًا أو متخلفة عاطفيًا مقارنة بالآخرين تكون متأثرة بردود الفعل السياسية التي تمنع هذه المجموعات من الوصول للعلم. وبالتالي، فإن مثل هذه الدراسات تقوض الإجماع الواسع المطلوب للعلم الجيد من خلال استبعاد بعض الأشخاص، وبالتالي إثبات أنهم في النهاية غير علميين.

## فلسفة علوم معينة
بالإضافة إلى معالجة الأسئلة العامة المتعلقة بالعلوم والاستقراء، ينشغل العديد من فلاسفة العلم بالتحقيق في المشكلات التأسيسية في علوم معينة. ويقومون أيضًا بفحص الآثار المترتبة على علوم معينة بالنسبة للأسئلة الفلسفية الأوسع. شهدت أواخر القرن العشرين وأوائل القرن الحادي والعشرين ارتفاعًا في عدد ممارسي الفلسفة لعلم معين.

### فلسفة الإحصاء
يُنظر إلى مشكلة الاستقراء التي نوقشت أعلاه بشكل آخر في المناقشات حول أسس الإحصاء. يتجنب النهج القياسي لاختبار الفرضيات الإحصائية الادعاءات حول ما إذا كان الدليل يدعم فرضية أو يجعلها أكثر احتمالية. بدلًا من ذلك، ينتج عن الاختبار النموذجي قيمة p، وهي احتمال أن يكون الدليل مثلما هو، على افتراض أن الفرضية المختبرة صحيحة. إذا كانت القيمة الاحتمالية منخفضة جدًا، بالتالي سوف ترفض الفرضية بطريقة مماثلة للتزوير. في المقابل، يسعى الاستدلال البايزي إلى تعيين احتمالات للفرضيات. تشمل الموضوعات ذات الصلة في فلسفة الإحصاء تفسيرات الاحتمالات، والتخصيص، والفرق بين الارتباط والسببية.

### فلسفة الرياضيات
تعنى فلسفة الرياضيات بالأسس الفلسفية ومضامين الرياضيات. الأسئلة المركزية هي ما إذا كانت الأرقام والمثلثات والكيانات الرياضية الأخرى موجودة بشكل مستقل عن العقل البشري وما هي طبيعة الافتراضات الرياضية. هل السؤال عما إذا كان «1 + 1 = 2» يختلف اختلافًا جوهريًا عن السؤال عما إذا كانت الكرة حمراء؟ هل اخترع حساب التفاضل والتكامل أو جرى اكتشافه؟ السؤال ذو الصلة هو ما إذا كان تعلم الرياضيات يتطلب خبرة أو سببًا وحده. ماذا يعني إثبات النظرية الرياضية وكيف يعرف المرء ما إذا كان البرهان الرياضي صحيحًا؟ يهدف فلاسفة الرياضيات أيضًا إلى توضيح العلاقات بين الرياضيات والمنطق والقدرات البشرية مثل الحدس والكون المادي.

### فلسفة الفيزياء
قالب:غير محلولةفلسفة الفيزياء هي دراسة الأسئلة الفلسفية الأساسية الكامنة وراء الفيزياء الحديثة، ودراسة المادة والطاقة وكيفية تفاعلهما. الأسئلة الرئيسية تتعلق بطبيعة المكان والزمان والذرات. ضمنت أيضًا تنبؤات علم الكونيات، وتفسير ميكانيكا الكم، وأسس الميكانيكا الإحصائية، والسببية، والحتمية، وطبيعة القوانين الفيزيائية. كلاسيكيًا، درست العديد من هذه الأسئلة كجزء من الميتافيزيقيا (على سبيل المثال، الأسئلة المتعلقة بالسببية والحتمية والمكان والزمان).

### فلسفة الكيمياء
فلسفة الكيمياء هي الدراسة الفلسفية لمنهجية ومحتوى علم الكيمياء. استكشف الفلاسفة والكيميائيين والفرق الفلسفية الكيميائية. ويشمل البحث في الفلسفة العامة لقضايا العلوم مثلما هي مطبقة على الكيمياء. على سبيل المثال، هل يمكن تفسير جميع الظواهر الكيميائية بميكانيكا الكم أم أنه من غير الممكن اختزال الكيمياء بالفيزياء؟ كمثال آخر، ناقش الكيميائيون فلسفة كيفية تأكيد النظريات في سياق تأكيد آليات التفاعل. من الصعب تحديد آليات التفاعل لأنه لا يمكن ملاحظتها مباشرة. يمكن للكيميائيين استخدام عدد من الإجراءات غير المباشرة كدليل لاستبعاد آليات معينة، لكنهم غالبًا ما يكونون غير متأكدين ما إذا كانت الآلية المتبقية صحيحة نظرًا لوجود العديد من الآليات المحتملة الأخرى التي لم يختبروها أو حتى لم يكونوا قد فكروا بها. سعى الفلاسفة أيضًا إلى توضيح معنى المفاهيم الكيميائية التي لا تشير إلى كيانات فيزيائية محددة، مثل الروابط الكيميائية.

### فلسفة علم الفلك
تسعى فلسفة علم الفلك إلى فهم وتحليل المنهجيات والتقنيات التي يستخدمها الخبراء في التخصص، مع التركيز على كيفية دراسة الملاحظات التي تتم حول الفضاء والظواهر الفيزيائية الفلكية. بالنظر إلى اعتماد علماء الفلك واستخدامهم للنظريات والصيغ من التخصصات العلمية الأخرى -مثل الكيمياء والفيزياء- والسعي لفهم كيفية الحصول على المعرفة حول الكون، وكذلك العلاقة بين كوكبنا ونظامنا الشمسي في آرائنا الشخصية من مكانتنا في الكون، فإن الأفكار الفلسفية حول كيفية تحليل الحقائق حول الفضاء علميًا وتكوينها مع المعرفة الراسخة الأخرى هي نقطة رئيسية في الاستفسار.

### فلسفة علوم الأرض
تهتم فلسفة علم الأرض بكيفية حصول البشر على المعرفة والتحقق منها بشأن طريقة عمل نظام الأرض، بما في ذلك الغلاف الجوي والغلاف المائي والغلاف الأرضي (الأرض الصلبة). تشترك طرق معرفة وعادات العقل لدى علماء الأرض في قواسم مشتركة مهمة مع العلوم الأخرى، ولكن لها أيضًا سمات مميزة تنبثق من الطبيعة المعقدة وغير المتجانسة والفريدة وطويلة العمر وغير القابلة للتلاعب لنظام الأرض.

### فلسفة علم الأحياء

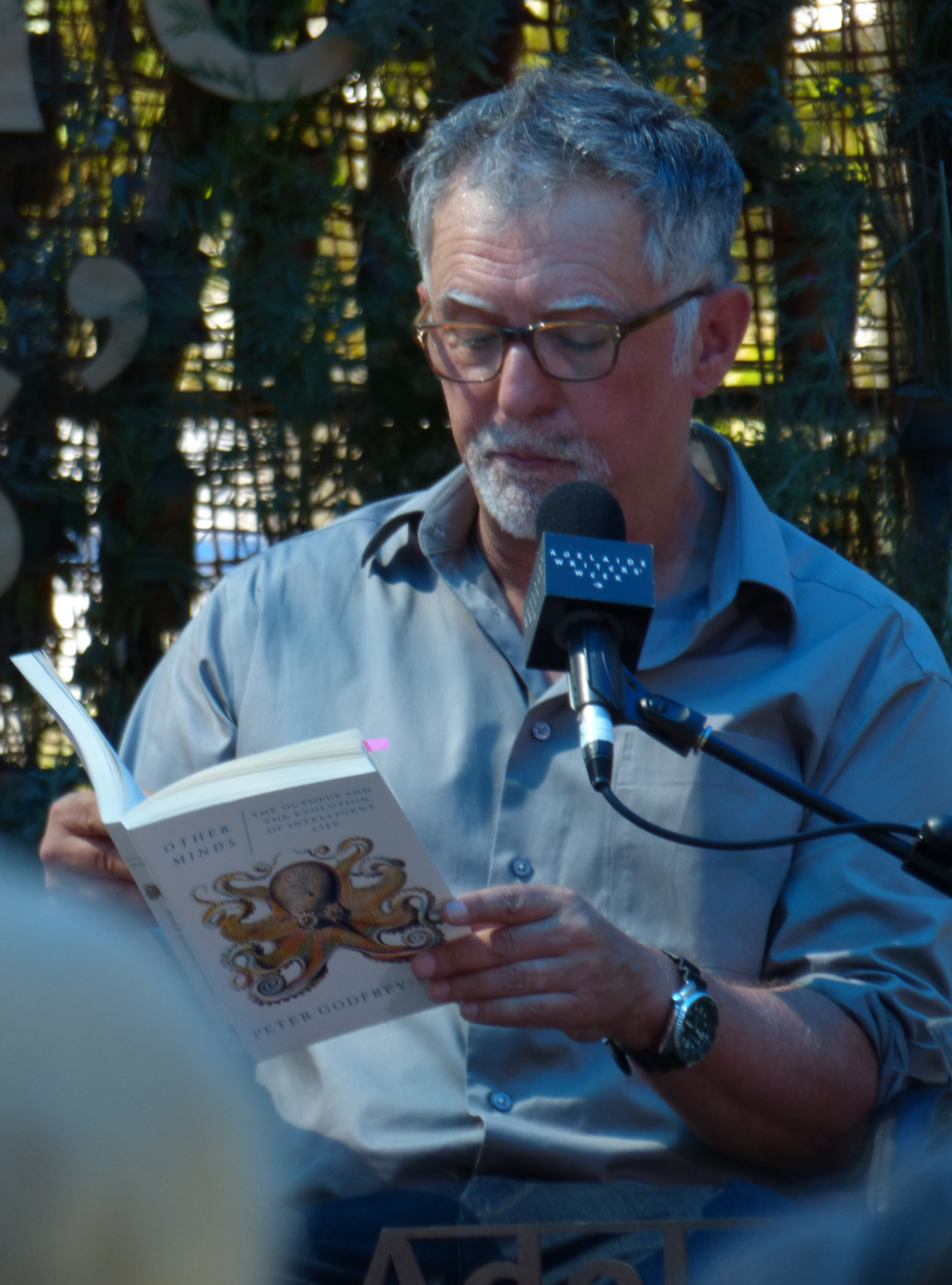
حصل بيتر غودفري سميث على جائزة لاكاتوس عن كتابه الصادر عام 2009 عن السكان الداروينيين والاختيار الطبيعي، والذي يناقش الأسس الفلسفية لنظرية التطور.

تتعامل فلسفة علم الأحياء مع القضايا المعرفية والميتافيزيقية والأخلاقية في العلوم البيولوجية والطبية الحيوية. على الرغم من اهتمام فلاسفة العلم والفلاسفة عمومًا بالبيولوجيا (على سبيل المثال، أرسطو وديكارت ولايبنيز وحتى كانت)، لم تظهر فلسفة علم الأحياء إلا كمجال مستقل للفلسفة في الستينيات والسبعينيات. بدأ فلاسفة العلم في إيلاء اهتمام متزايد للتطورات في علم الأحياء، من ظهور التوليف الحديث في الثلاثينيات والأربعينيات من القرن الماضي إلى اكتشاف بنية الحمض النووي الريبي منقوص الأكسجين (الدنا) في عام 1953 إلى التطورات الحديثة في الهندسة الوراثية. تتناول الأفكار الرئيسية الأخرى مثل الحد من جميع عمليات الحياة للتفاعلات الكيميائية الحيوية بالإضافة إلى دمج علم النفس في علم الأعصاب الأوسع. يتضمن البحث في الفلسفة الحالية لعلم الأحياء التحقيق في أسس النظرية التطورية (مثل عمل بيتر غودفري سميث)، ودور الفيروسات باعتبارها متعايشات مستمرة في جينومات المضيف. نتيجة لذلك، يُنظر إلى تطور ترتيب المحتوى الجيني على أنه نتيجة لمحرري الجينوم الأكفاء على عكس الروايات السابقة التي سيطرت فيها أحداث تكرار الخطأ (الطفرات).

### فلسفة الطب

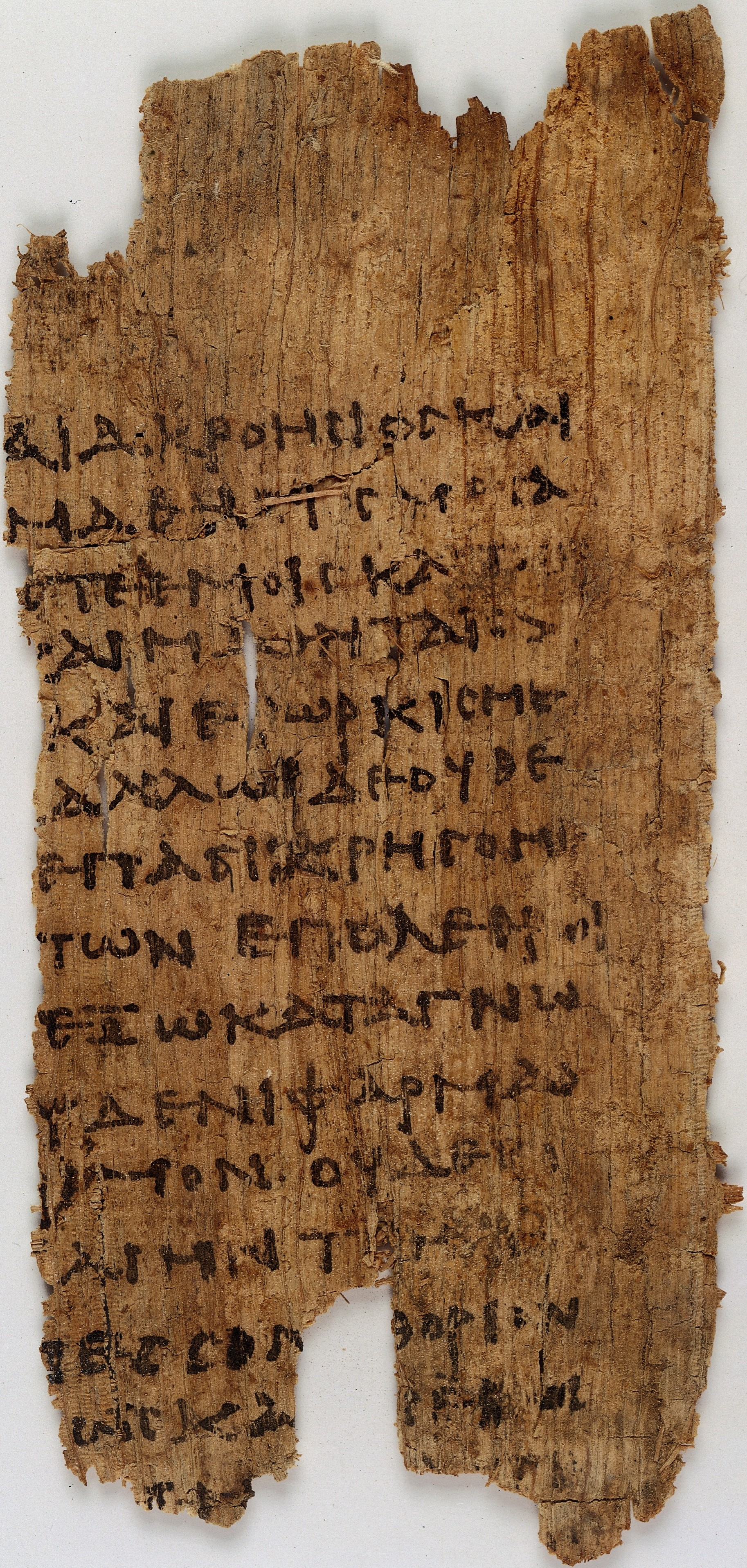
جزء من قسم أبقراط من القرن الثالث.

بالإضافة إلى الأخلاقيات الطبية والأخلاقيات الحيوية، فإن فلسفة الطب هي فرع من فروع الفلسفة التي تشمل نظرية المعرفة وعلم الوجود/الميتافيزيقيا في الطب. ضمن نظرية المعرفة للطب، جذب الطب المسند (أو الممارسة القائمة على الأدلة إي بي ام) الانتباه، وعلى الأخص دور التوزيع العشوائي، ضوابط التعمية والغفل. فيما يتعلق بمجالات البحث هذه، تشمل الأنطولوجيات ذات الأهمية الخاصة لفلسفة الطب الثنائية الديكارتية، والتصور أحادي الجين للمرض وتصور «الأدوية الوهمية» و«تأثيرات الدواء الوهمي (البلاسيبو)». هناك أيضًا اهتمام متزايد بميتافيزيقيا الطب، ولا سيما فكرة السببية. قد لا يهتم فلاسفة الطب فقط بكيفية توليد المعرفة الطبية، ولكن أيضًا بطبيعة هذه الظواهر. السببية مهمة لأن الغرض من الكثير من الأبحاث الطبية هو إقامة علاقات سببية، على سبيل المثال ما الذي يسبب المرض، أو ما الذي يجعل الناس يتحسنون.

### فلسفة الطب النفسي
تستكشف فلسفة الطب النفسي الأسئلة الفلسفية المتعلقة بالطب النفسي والأمراض العقلية. يحدد فيلسوف العلوم والطب دومينيك مورفي ثلاثة مجالات للاستكشاف في فلسفة الطب النفسي. الأول يتعلق بفحص الطب النفسي بصفته علمًا، باستخدام أدوات فلسفة العلوم على نطاق أوسع. يستلزم الثاني فحص المفاهيم المستخدمة في مناقشة المرض العقلي، بما في ذلك تجربة المرض العقلي، والأسئلة المعيارية التي يثيرها. المجال الثالث يتعلق بالروابط والانقطاعات بين فلسفة العقل وعلم النفس المرضي.

### فلسفة علم النفس

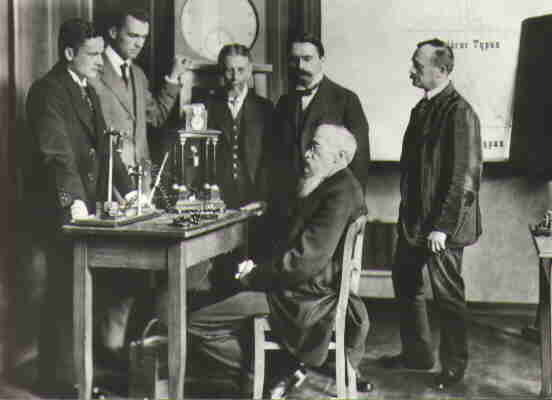
فيلهلم فوندت (جالسًا) مع زملائه في مختبره النفسي، وهو الأول من نوعه.

تشير فلسفة علم النفس إلى قضايا في الأسس النظرية لعلم النفس الحديث. بعض هذه القضايا هي مخاوف معرفية حول منهجية التحقيق النفسي. على سبيل المثال، هل أفضل طريقة لدراسة علم النفس هي التركيز فقط على استجابة السلوك للمنبهات الخارجية أم هل ينبغي أن يركز علماء النفس على الإدراك العقلي وعمليات التفكير؟ إذا كان هذا الأخير، فإن السؤال المهم هو كيف يمكن قياس التجارب الداخلية للآخرين. قد لا تكون التقارير الذاتية عن المشاعر والمعتقدات موثوقة، لأنه حتى في الحالات التي لا يوجد فيها حافز واضح للأفراد على الخداع المتعمد في إجاباتهم، قد يؤثر خداع الذات أو الذاكرة الانتقائية على استجاباتهم. ثم حتى في حالة التقارير الذاتية الدقيقة، كيف يمكن مقارنة الردود بين الأفراد؟ حتى إذا استجاب شخصان بالإجابة نفسها على مقياس ليكرت، فربما يواجهان أشياء مختلفة جدًا.
القضايا الأخرى في فلسفة علم النفس هي أسئلة فلسفية حول طبيعة العقل والدماغ والإدراك، وربما يفكر بها بشكل أكثر شيوعًا كجزء من العلوم المعرفية أو فلسفة العقل. على سبيل المثال، هل البشر كائنات عقلانية؟ هل هناك أي معنى يتمتعون فيه بالإرادة الحرة، وكيف يرتبط ذلك بتجربة اتخاذ القرارات؟ يراقب فرع فلسفة علم النفس أيضًا عن كثب العمل المعاصر المجرى في علم الأعصاب الإدراكي وعلم النفس التطوري والذكاء الاصطناعي، ويتساءل عما يمكنهم وما لا يمكنهم تفسيره في علم النفس.
فلسفة علم النفس مجال حديث العهد نسبيًا، لأن علم النفس أصبح تخصصًا خاصًا به فقط في أواخر القرن التاسع عشر. على وجه الخصوص، أصبحت الفلسفة العصبية مؤخرًا مجالًا خاصًا بها مع أعمال بول تشيرشلاند وباتريشيا تشيرشلاند. على النقيض من ذلك، كانت فلسفة العقل نظامًا راسخًا منذ أن كان علم النفس قبل ذلك مجالًا للدراسة على الإطلاق. إنه يهتم بالأسئلة المتعلقة بطبيعة العقل، وصفات الخبرة، وقضايا معينة مثل النقاش بين الثنائية والوحدة.

### فلسفة علم الآثار
تسعى فلسفة علم الآثار إلى التحقيق في أسس وطرق وآثار علم الآثار من أجل زيادة فهم ماضي الإنسان وحاضره. تتضمن الأسئلة المركزية ما هو علم الآثار؟ ما هو الأساس النظري لعلم الآثار؟ كيف يجب أن يتصور علم الآثار الزمن؟ لماذا يمارس علم الآثار ولمن. ما هي طبيعة وحقيقة أشياء وعمليات الدراسة الأثرية؟ تبحث الفلسفة التحليلية لعلم الآثار في المنطق الكامن وراء مفاهيم مثل القطع الأثرية والموقع والسجل الأثري والثقافات الأثرية. هذه فقط بعض الأمثلة على الاهتمامات الميتافيزيقية والجمالية والمعرفية والأخلاقية والنظرية في قلب ممارسة علم الآثار.

### فلسفة علم الإنسان
فلسفة علم الإنسان هي فرع من فروع الفلسفة التي تتناول مسائل الميتافيزيقيا والفينومينولوجيا للإنسان. من خلال تحليل العوامل الفلسفية لما يعنيه أن تكون إنسانًا، مثل المتغيرات الثقافية والبيولوجية والتاريخية واللغوية، يُنظر إلى السعي وراء محاولة فهم السؤال حول معنى أن تكون إنسانًا بطريقة شاملة.

### فلسفة الجغرافيا
فلسفة الجغرافيا هي مجال فرعي من فلسفة العلوم الذي يتعامل مع القضايا المعرفية والميتافيزيقية والخواصية في الجغرافيا، مع المنهجية الجغرافية بشكل عام، ومع القضايا ذات الصلة على نطاق أوسع مثل إدراك وتمثيل المساحة والمكان.

### فلسفة اللغويات
فلسفة اللغويات هي فرع من فروع فلسفة العلوم التي تسعى لفهم وتحليل مسائل المعنى والمرجع داخل اللغات واللهجات. تشمل الموضوعات المحددة في هذا التخصص قضايا في قابلية تعلم اللغة، وتغيير اللغة، والتمييز بين الكفاءة والأداء، والقوة التعبيرية للنظريات اللغوية.

### فلسفة الاقتصاد

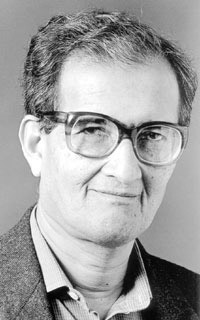
حصل أمارتيا سين على جائزة نوبل في الاقتصاد «لدمجه أدوات من الاقتصاد والفلسفة».

فلسفة الاقتصاد هي فرع الفلسفة الذي يدرس القضايا الفلسفية المتعلقة بالاقتصاد. يمكن تعريفها أيضًا على أنها فرع الاقتصاد الذي يدرس أسسه وأخلاقه. يمكن تصنيفها إلى ثلاثة مواضيع مركزية. يتعلق الأول بتعريف الاقتصاد ونطاقه وما هي الأساليب التي ينبغي دراستها وما إذا كانت هذه الأساليب ترقى إلى مستوى الموثوقية المعرفية المرتبطة بالعلوم الخاصة الأخرى. على سبيل المثال، هل من الممكن البحث في علم الاقتصاد بطريقة تكون خالية من القيمة، وتأسيس حقائق مستقلة عن وجهات النظر المعيارية للباحث؟ المبحث الثاني هو معنى ومضامين العقلانية. على سبيل المثال، هل يمكن أن يكون شراء تذاكر اليانصيب (زيادة في مخاطر الدخل) في نفس الوقت الذي يعد فيه شراء تأمين (تقليل لمخاطر الدخل) أمرًا منطقيًا؟ المبحث الثالث هو التقييم المعياري للسياسات الاقتصادية ونتائجها. ما هي المعايير التي يجب استخدامها لتحديد ما إذا كانت سياسة عامة معينة مفيدة للمجتمع؟

### فلسفة العلوم الاجتماعية
فلسفة العلوم الاجتماعية هي دراسة منطق وطريقة العلوم الاجتماعية، مثل علم الاجتماع والعلوم السياسية. يهتم فلاسفة العلوم الاجتماعية بالاختلافات والتشابهات بين العلوم الاجتماعية والطبيعية، والعلاقات السببية بين الظواهر الاجتماعية، والوجود المحتمل للقوانين الاجتماعية، والأهمية الوجودية للبنية والفاعلية.
أسس الفيلسوف الفرنسي أوغست كونت (1798-1857) المنظور المعرفي للوضعية في الدورة في الفلسفة الوضعية، وهي سلسلة من النصوص نُشرت بين عامي 1830 و1842. تناولت المجلدات الثلاثة الأولى من الدورة بشكل أساسي العلوم الطبيعية الموجودة بالفعل في الوجود (علم الأرض، علم الفلك، الفيزياء، الكيمياء، علم الأحياء)، بينما أكد الاثنان الأخيران على المجيء الحتمي للعلوم الاجتماعية: «علم الاجتماع». بالنسبة لكونت، كان لابد أن تصل العلوم الفيزيائية أولًا، قبل أن تتمكن البشرية من توجيه جهودها بالشكل المناسب نحو «علم الملكة» الأكثر تحديًا وتعقيدًا في المجتمع البشري نفسه. يقدم كونت نظامًا تطوريًا يقترح أن يمر المجتمع بثلاث مراحل في سعيه وراء الحقيقة وفقًا لقانون عام من ثلاث مراحل. هذه هي (1) اللاهوتية، (2) الميتافيزيقية، (3) الإيجابية.
وضعت الوضعية لكونت الأسس الفلسفية الأولية لعلم الاجتماع الرسمي والبحث الاجتماعي. عادة ما يُشار إلى دوركايم وماركس وفيبر على أنهم آباء العلوم الاجتماعية المعاصرة. في علم النفس، فضل النهج الوضعي تاريخيًا في السلوكية. وتبنت الوضعية من قبل «التكنوقراط» الذين يؤمنون بحتمية التقدم الاجتماعي من خلال العلم والتكنولوجيا.
ارتبط المنظور الوضعي بـ«العلموية». الرأي القائل بأن مناهج العلوم الطبيعية يمكن تطبيقها على جميع مجالات البحث سواء كانت فلسفية أو علمية اجتماعية أو غير ذلك. من بين معظم علماء الاجتماع والمؤرخين، فقدت الوضعية الأرثوذكسية الدعم الشعبي منذ فترة طويلة. اليوم، يأخذ ممارسو العلوم الاجتماعية والفيزيائية في الاعتبار التأثير المشوه لتحيز المراقب والقيود الهيكلية. سهل هذا الشك من خلال الضعف العام للتفسيرات الاستنتاجية للعلم من قبل فلاسفة مثل توماس كون، والحركات الفلسفية الجديدة مثل الواقعية النقدية والبراجماتية المحدثة. انتقد عالم الاجتماع والفيلسوف يورغن هابرماس العقلانية الأداتية البحتة على أنها تعني أن التفكير العلمي يصبح شيئًا قريبًا من الأيديولوجيا نفسها.

### فلسفة التقانة
فلسفة التقانة أو فلسفة التكنولوجيا هي مجال فرعي للفلسفة يدرس طبيعة التكنولوجيا. تشمل موضوعات البحث المحددة دراسة دور المعرفة الضمنية والواضحة في إنشاء واستخدام التكنولوجيا، وطبيعة الوظائف في المصنوعات التكنولوجية، ودور القيم في التصميم، والأخلاق المتعلقة بالتكنولوجيا. يمكن أن تتضمن التكنولوجيا والهندسة تطبيق المعرفة العلمية. فلسفة الهندسة مجال فرعي ناشئ للفلسفة الأعم فلسفة التكنولوجيا.

## وصلات خارجية
- الموسوعة القياسية للفلسفة، تحتوي العديد من المداخل ذات الصلة بفلسفة العلوم.(بالإنجليزية)
- مدخل لفلسفة العلوم، موضوع للمبتدئين، بول نيوال.(بالإنجليزية)
- مقالات بخصوص مصطلحات في فلسفة العلوم، من المكتبة الغاليلية.(بالإنجليزية)